# 延浄寺
延浄寺（えんじょうじ）は、東京都調布市にある浄土真宗本願寺派の寺院。

## 歴史
1632年（寛永9年）、西照坊の開基である。当時「浜町御坊」と呼ばれた西本願寺の江戸別院（現・築地本願寺）の寺中で創建された。その後、1657年（明暦3年）の明暦の大火に遭ったため、御坊とともに築地に移転した。その後昭和初期までは、築地本願寺とともに歴史を歩んだ。築地時代の当寺の本堂は土蔵になっており、防火機能に優れていたことから、築地本願寺の本尊を安置していた。そのため、「御借り御堂」とも呼ばれていた。
1923年（大正12年）の関東大震災に罹災したため、1928年（昭和3年）に築地本願寺から分かれて現在地に移転した。

## 交通アクセス
- つつじヶ丘駅より徒歩13分。